# 제시 잭슨
제시 잭슨(Jesse Jackson, 1941년 10월 8일 ~ )는 미국의 침례교 목사이며 민권운동의 지도자이자 민주당의 정치인이다.

## 어린 시절과 교육
제시 루이스 번스(Jesse Louis Burns)라는 본명으로 사우스캐롤라이나주 그린빌에서 태어났다. 그의 모친 헬렌 번스는 16세였고, 부친 노아 루이스 로빈슨은 전 프로 권투 선수이자 결혼한 남자였다. 제시가 2세 때 헬렌은 찰스 잭슨에게 결혼하였다. 제시는 자신이 13세 때까지 조모 매틸다와 함께 살았다. 그러고나서 제시는 찰스 잭슨의 집으로 돌아가 1957년 자신의 의붓부친에 의하여 입양되었다.
그린빌의 스털링 고등학교에서 잭슨은 마이너 리그 베이스볼 계약과 빅텐 미식축구 장학금을 위한 제공들과 함께 졸업하였다. 그는 자신이 쿼터백으로 활약하고, 학생의 회장이었던 노스캐롤라이나 농업·기술 대학교로 전학가기 전에 일리노이 대학교 어배너-섐페인에서 1년을 보냈다. 1964년 사회학 학위와 함께 졸업할 무렵에 그는 동료 학생인 재클린 브라운과 결혼하여 그들의 5명의 자식들 중에 첫째를 맞았다.

## 잭슨과 1960년대 민권 운동
그린스보로에 있는 동안 잭슨은 인종적 동등권 의회에 가입하여 행렬과 농성들에 참가하였다. 졸업 후, 그는 시카고의 신학교에서 신학 전공들을 시작하였고 마틴 루터 킹 주니어를 위하여 성원하는 학생을 결성하는 데 일하였다. 1965년 3월 잭슨은 킹 목사와 함께 역사적인 셀마 몽고메리 행진을 위하여 앨라배마주로 여행을 떠났다. 1년 후에 그는 남부기독교지도회의를 위하여 전임적으로 일하는 데 신학교를 떠났다. 잭슨은 공명 정대한 실천들을 기용하는 것을 요구하는 보이콧들을 결성하는 데 회사들의 아프리카계 미국인들의 대우를 충고하는 데 남부기독교지도회의의 발의권인 오퍼레이션 브레드바스켓(Operation Breadbasket)의 의무에 놓였다.
1968년으로 봐서 잭슨은 킹의 동아라의 일부였고 그가 암살되었을 때 그와 함께 하였다. 출석한 다른이들이 그의 평가를 도전했어도 잭슨은 사망한 지도자와 연설하는 데 자신이 마지막 사람으로 지내온 것을 주장하였다.
랠프 애버내시가 잭슨이 원했던 지위인 남부기독교지도회의의 지도자로서 킹의 뒤를 잇는 데 선택되었다. 잭슨은 오퍼레이션 브레드바스켓을 지도하는 데 돌아왔으나 애버내시가 자신 소유의 조직을 시작하려고 사임할 때 1971년까지 그와 함께 지속적으로 부딪쳤다.

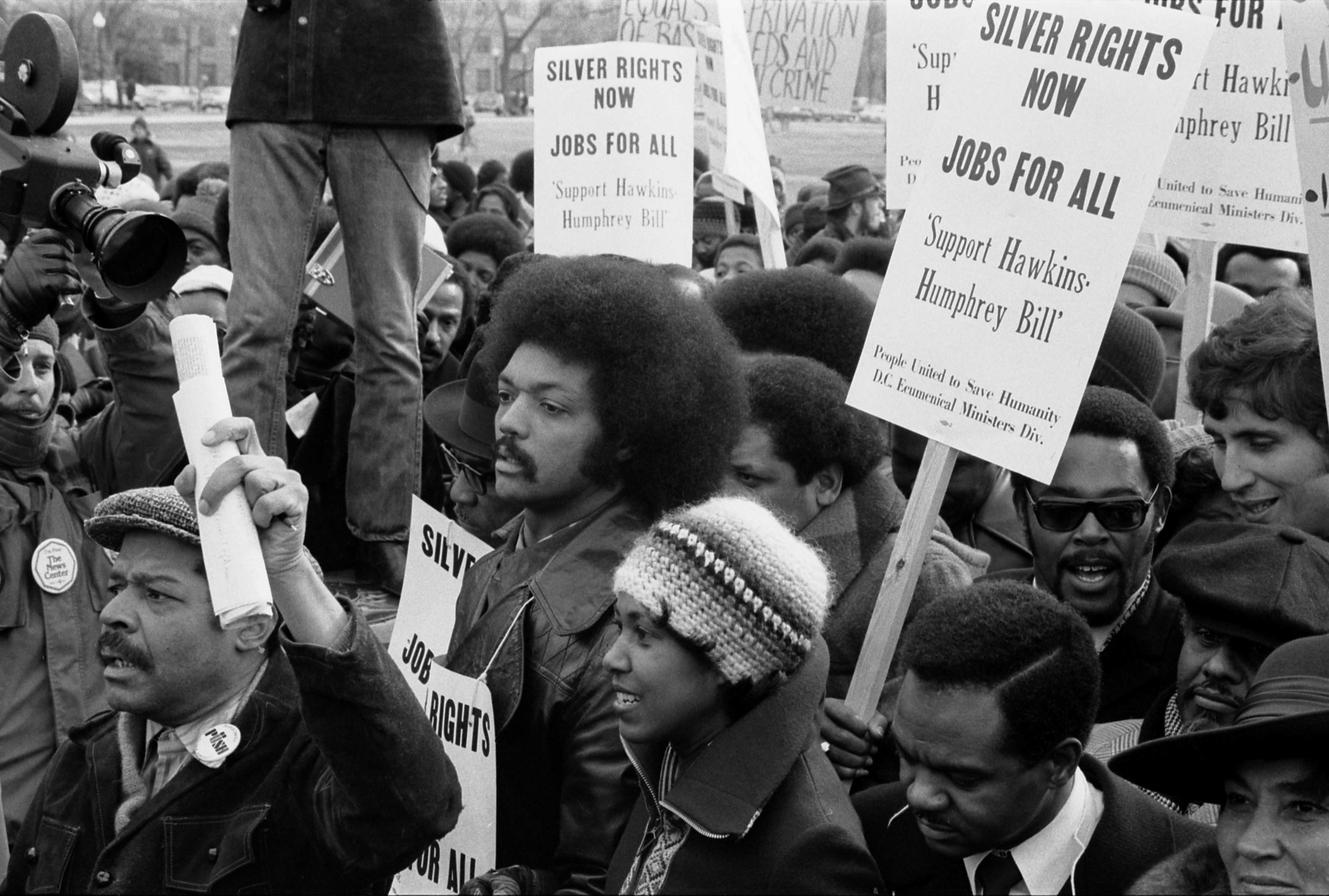
1975년 1월 전임적인 고용을 위한 호킨스-험프리 법안을 위하여 후원을 주창하는 사인들을 들고 있는 행렬자들에 의하여 둘러싸인 잭슨

## 인류 구조 국민 연합과 민주당 정치 활동
잭슨의 새로운 모험적 사업인 인류 구조 국민 연합(PUSH)는 오퍼레이션 브레드바스켓과 비슷하였으나 그 범위는 그 지도자의 열정을 확장하였다. 1972년 잭슨은 시카고의 시장 리처드 J. 데일리의 일리노이주 대표단을 축출하는 데 관리한 민주당 전당 대회로 단체를 지도하였다.

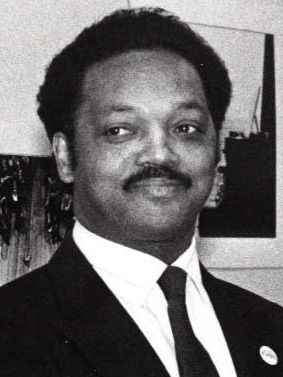
민주당 대통령 후보 지명에서 (1988년)

1984년 잭슨은 민주당 대통령 후보 지명을 위하여 나가 5개의 예비전과 간부 회의들을 이기고, 투표의 18 퍼센트 이상을 얻었다. 하지만 유대인들과 네이션 오브 이슬람의 지도자 루이스 파라한과 그의 관계에 관하여 기자에게 자신이 만든 소감은 선거전이 열리는 동안 논쟁으로 이끌었다.
잭슨의 다민족 내셔널 레인보 연합은 1984년 선거전에서 그의 업무의 외부로 자라나 1996년 인류 구조 국민 연합과 합병되었다. 1988년 잭슨은 대통령직을 위하여 다시 나갔으며 11개의 예비전과 간부 회의들을 이기고 투표의 20 퍼센트 가까이 얻었다.

## 국제 협상자

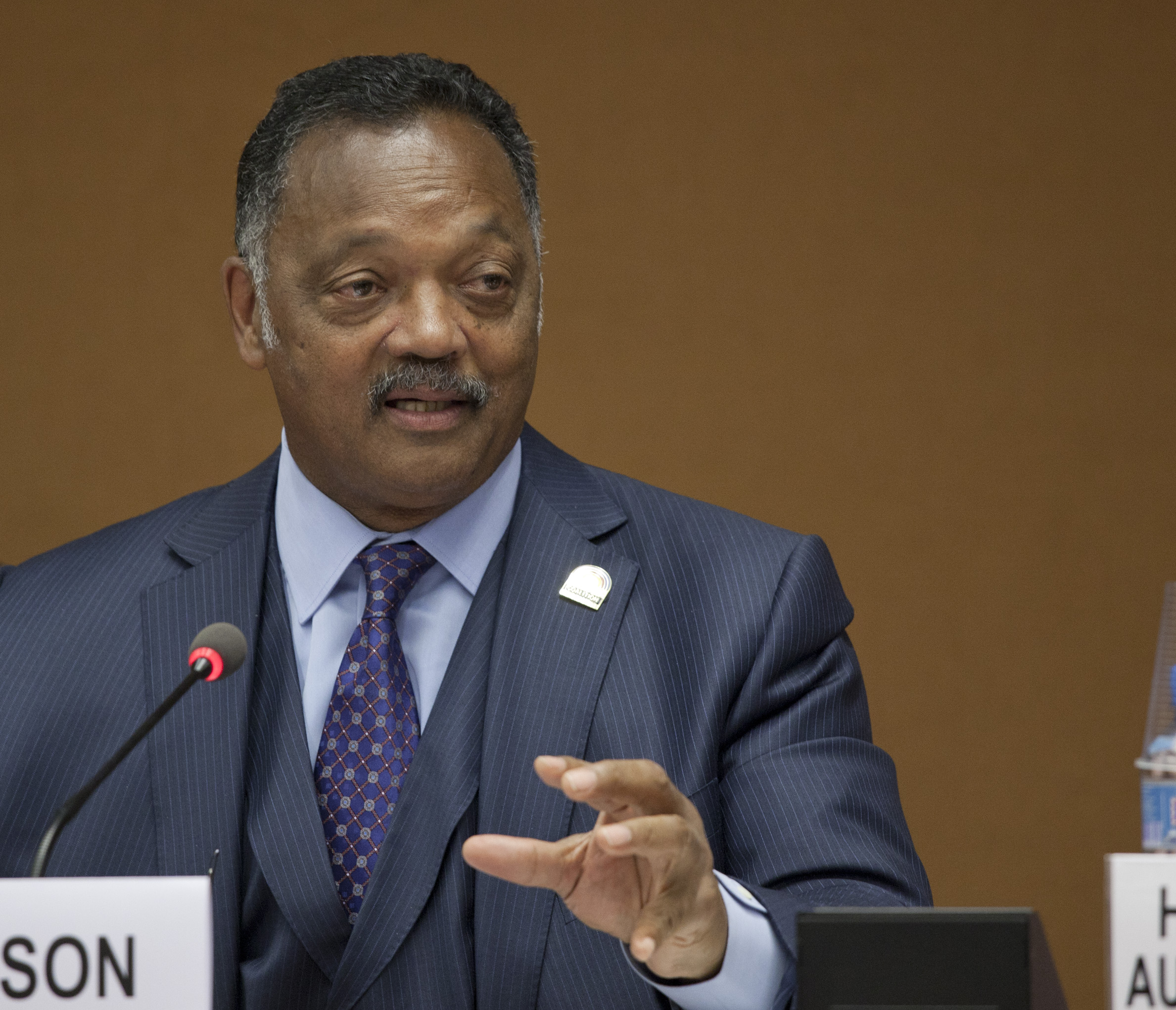
유엔에서 연설하는 잭슨

자신의 국내적 주창에 유사하게 1980년대와 1990년대에 잭슨은 몇몇의 반미 체재에 의하여 갖혀진 포로들의 석방을 안정시키는 데 독립적으로 일하였다. 그는 미국의 전투기 조종사의 석방을 이기는 데 1984년 시리아로 여행을 떠나면서 로널드 레이건 행정부를 좌절시켰다. 잭슨은 마약 문책들에 쿠바에서 갖혀진 22명의 미국인들은 물론 27명의 쿠바인 정치적 포로들을 구하는 도움을 주기도 하였다.
1990년대 동안 잭슨은 걸프 전쟁이 일어나기 전에 이라크와 쿠웨이트로부터 인질들을 구하는 데 일하였다. 그는 또한 코소보 전쟁이 일어나는 동안 잡혔던 3명의 미군들의 석방을 안정시키기도 하였다. 1997년 빌 클린턴 대통령은 잭슨을 아프리카 특별 교섭인으로 임명하여 아프리카의 민주화를 진행하였다.
2000년 대통령 자유 훈장을 수상하였고, 2001년 잭슨은 자신의 직원 중에 전 회원과 함께 자신이 2세의 딸을 두었고, 지출의 일부를 내는 데 레인보와 인류 구조 국민 연합을 이용한 것을 인정한 후 활동으로부터 잠시 물러났다.
자신이 후에 버락 오바마의 확실한 정책들의 비판자가 되었어도 잭슨은 오바마의 성공적인 2008년 대통령 선거전의 초기 성원자였다. 오바마의 선거의 밤에 잭슨은 무대에서 자신이 킹 목사와 민권운동을 위한 분투에서 사망한 다른이들을 상기하면서 눈물이 자신의 얼굴에 흘리는 모습이 사진에 찍혔다.
2017년 잭슨이 파킨슨병과 진단된 것이 보고되었다.

## 출연 작품
- 포크의 여왕, 존 바에즈
- 휴 헤프너

## 역대 선거 결과
| 선거명      | 직책명                      | 대수  | 정당   | 득표율 | 득표수    | 결과 | 당락                        |
| ----------- | --------------------------- | ----- | ------ | ------ | --------- | ---- | --------------------------- |
| 1990년 선거 | 상원의원 (컬럼비아구 제2부) | 102대 | 민주당 | 46.80% | 105,633표 | 1위  | 컬럼비아구 주 상원의원 당선 |

## 같이 보기
- 프리메이슨 목록